# Águila roja: la pel·lícula
Águila roja: la pel·lícula (títol original, Águila Roja: la película) és una pel·lícula espanyola que prové de la sèrie de televisió Águila roja, tot i que la trama de la pel·lícula no afecta gens la de la sèrie. Està dirigida per José Ramón Ayerra Díaz i va estrenar-se el 20 d'abril del 2010.

## Argument
A la Vil·la de Madrid se celebra una cimera amb l'assistència de les potències més importants de l'època: França, Anglaterra, Portugal i el Papat. Aquesta cimera es convoca amb l'excusa de cercar la pau entre espanyols i portuguesos, però els motius reals són una conspiració contra el regne d'Espanya. Com a part d'aquesta conspiració, el rei Felip IV de Castella és segrestat i intenten assassinar-lo, però l'Águila Roja ho impedeix. També ha d'evitar que Espanya sigui envaïda per un exèrcit de soldats anglesos, francesos i portuguesos.
La Beatriz (Martina Klein) vol que l'Águila Roja (David Janer) li ajudi a rescatar el seu pare, en Lope de Villamediana, que es troba presoner en un castell. És en aquest castell on tancaran també el rei
Per tal d'assegurar l'èxit del complot contra el rei, en què la Marquesa de Santillana (Miryam Gallego) serà una peça clau, contracten un sanguinari cosac perquè mati l'Águila Roja. El seu fill, l'Alonso (Guillermo Campra) és ferit i això fa que l'heroi decideixi abandonar la lluita per la justícia i llença la katana, tot i que més endavant tornarà a vestir-se d'Águila Roja per ajudar la Beatriz i salvar el rei.

## Repartiment
- David Janer
- Javier Gutiérrez
- Inma Cuesta
- Francis Lorenzo
- Myriam Gallego
- Martina Klein
- Santiago Molero
- Guillermo Campra
- Antonio Molero
- Roberto Álamo
- Pepa Aniorte
- Mariano Peña
- William Miller
- Stany Coppet
- Xabier Elorriaga
- José Ángel Egido
- Borja Sicilia
- Patrick Criado
- Giselle Calderón